# 威洛比市

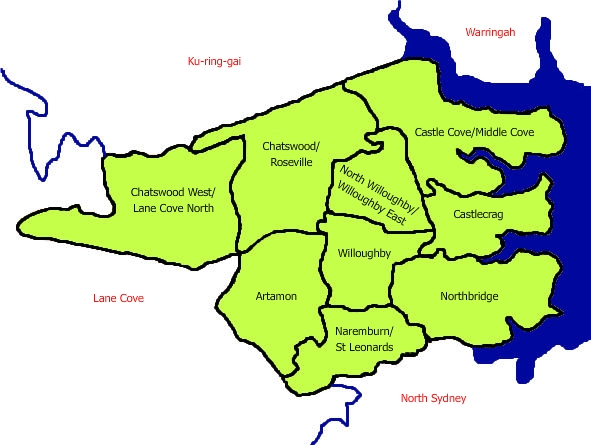

威洛比市（英語：City of Willoughby）是澳大利亚的一個地方政府，位於新南威尔士州雪梨中央商業區以北6公里處。
威洛比座落於一塊平坦的高地上；查兹伍德是威洛比市的主要商業中心，乃悉尼郊區商業大廈的集中區段。全雪梨的電視台皆自车士活向全區域發送。市內的皇家北岸醫院（Royal North Shore Hospital）為悉尼地區的一個重要的醫療中心。

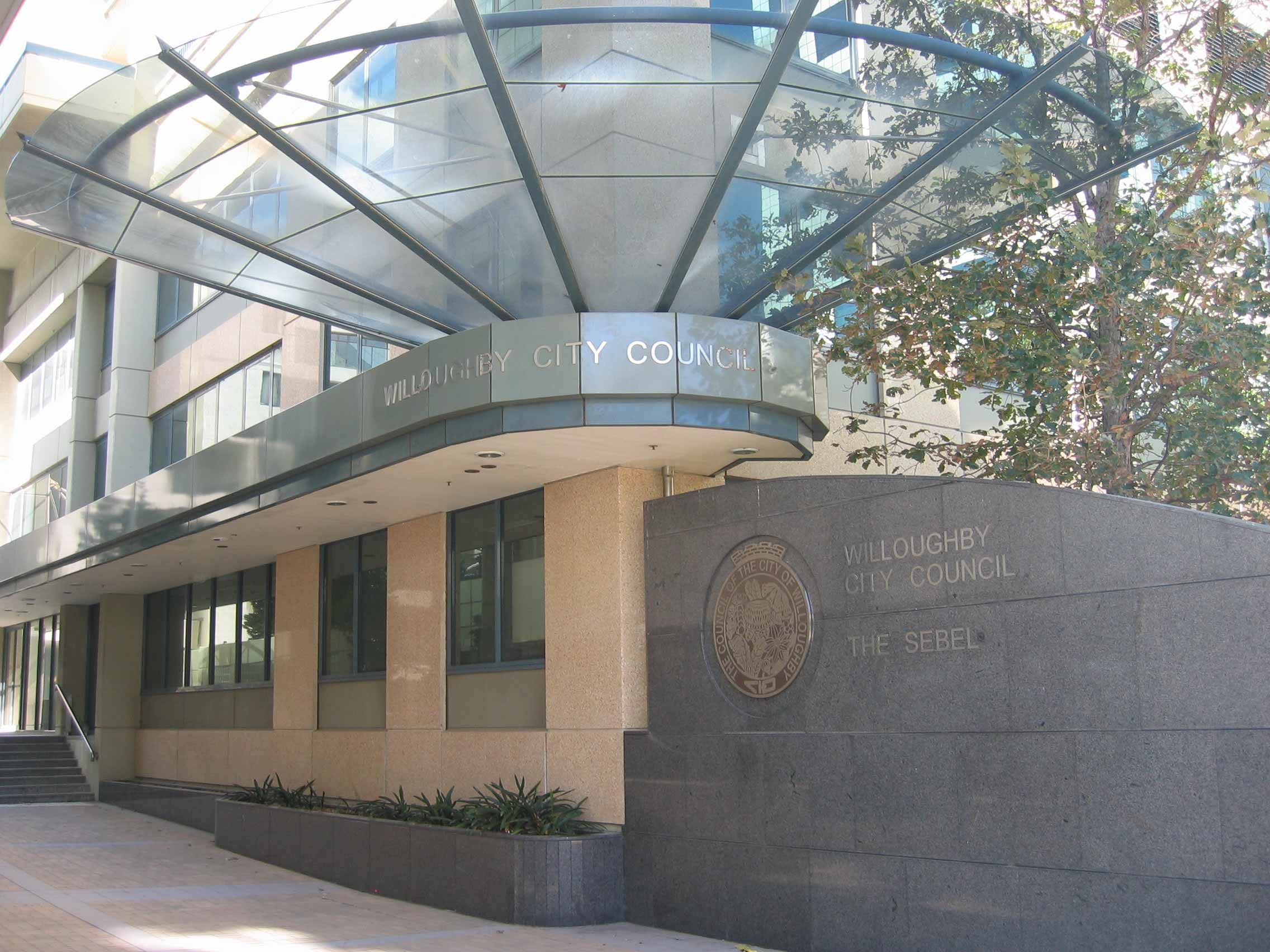
威乐比市议会

## 市議會
威洛比市议会有议席12座，全市分4選區，各區選出議員3名代表市民和納稅人問政；市長為直選。

## 外部連結
- 2001年人口調查 （页面存档备份，存于）